# 托马斯·拉马尔
托马斯·马克·拉马尔（ ；1959年—），是美籍加拿大学者、作家、日本学家和芝加哥大学电影与媒体研究學系教授。 

## 生涯
1981年，拉马尔於乔治敦大学取得生物学学士学位。其後，继续在法国Université de la Méditerranée Aix-Marseille II攻讀科学，1982年取得海洋学硕士，1985年取得海洋学博士。 
随后，拉马尔进入芝加哥大学攻读第二个博士学位，于1987 年，取得东亚语言与文明硕士，1992年，取得第二个博士。 
教学之外，拉马尔在麥基爾大學东亚研究系的主要大學生計畫主任。 拉马尔的研究领域在於「强调新的观看模式（粉丝文化）、生产（合作和多作者）、美学（多平面图像）、叙事（神话和史诗）和传播（全球化）。」 

## 作品
- Can Writing Go on Without a Mind? Orality, Literacy, Ideography, Japanology (1994)
- Uncovering Heian Japan: an Archaeology of Sensation and Inscription (2000)
- Project Insider (2000)
- Impacts of Modernities (2004)
- Shadows on the Screen: Tanizaki Jun'ichirō on Cinema and "Oriental" Aesthetics (2005)
- The Anime Machine: A Media Theory of Animation (2009)
- The Anime Ecology: A Genealogy of Television, Animation, and Game Media (2018)

## 腳註
1. ↑  .   [2022-12-07]. （原始内容存档于2020-12-24）.
2. 1 2 3  Répertoire de la recherche publique du Québec, LaMarre （页面存档备份，存于）, 28 June 2010
3. ↑  McGill, East Asian Studies （页面存档备份，存于）.